# Mouvement français pour le planning familial
Pour l’article homonyme, voir planification familiale.
Le Mouvement français pour le planning familial, ou planning familial, est une association française régie par la loi de 1901. Il est structuré en une confédération nationale qui regroupe 9 fédérations régionales, composées de 72 associations départementales autonomes.
Créé en 1960, il a pour objectif l'éducation sexuelle, la lutte pour le droit à la contraception et à l'avortement et le contrôle des naissances en général, à l'origine dans une optique féministe universaliste en soutien aux femmes. Un universalisme qui, depuis 2018-2019, s'articule « dans le cadre d'analyse de l'intersectionnalité ».

## Histoire du Planning familial de sa création à 1967
En 1955, à la suite d'un fait divers ayant conduit un an plus tôt les époux Bac à être condamnés pour avoir laissé mourir faute de soin leur quatrième enfant, la sociologue Évelyne Sullerot propose à la gynécologue Marie-Andrée Lagroua Weill-Hallé de fonder, avec l'aide de Catherine Valabrègue (qui a été secrétaire générale pendant 15 ans) et plus tard du docteur Pierre Simon, médecin généraliste, une association de femmes pour promouvoir le contrôle des naissances et lutter contre les avortements clandestins (estimés entre 400 000 et 600 000 à cette époque). Le nombre d'avortements en France y est trop important. Ces trois personnes sont à l'origine de la création de la « Maternité heureuse », fondée dans la quasi-clandestinité en 1956 par des protestantes, notamment issues du Mouvement Jeunes Femmes, liée à la Fédération française des éclaireuses et présidée par Suzanne Duflo,. En 1958, la « Maternité heureuse », s'affilie à l'International Planned Parenthood Federation, mouvement malthusien créé en 1952 à Bombay et dont le siège était à Londres. Le Mouvement français pour le planning familial, fondé en juin 1960, prend le relais de la « Maternité heureuse », poursuivant son œuvre d'information, d'éducation populaire incluant le conseil familial et sexuel.
Le mouvement conteste la loi votée en 1920 par l'Assemblée nationale qui interdit l'avortement et la contraception : l'importation de produits anticonceptionnels étant prohibée, contrairement à leur vente, les membres du MFPF acheminent donc clandestinement ces produits (diaphragmes et gelées spermicides) commandés en Angleterre.
Dès son lancement en 1960, la direction du Mouvement français pour le planning familial donne le feu vert pour l'importation et la vente des produits anticonceptionnels. « En quelques années, constate Isabelle Friedmann dans son livre, le Planning familial a su créer un état de fait ». Le mouvement compte 100 000 adhérents dès 1965. Dans les cent centres et permanences, 450 médecins prescrivent alors des contraceptifs illégaux.
Entre 1961 et 1967 les premiers centres du Planning familial, lieux d'accueil et d'information sont clandestinement ouverts (le premier à Grenoble, ville-pilote, le 10 juin 1961, le second à Paris le 27 octobre) tandis que le siège national du MFPF qui est une fédération d'associations départementales, s'installe au 2, rue des Colonnes à Paris où, dans ses cuisines, des démonstrations de pose de diaphragme sont faites sur des prostituées recrutées pour l'occasion. On pouvait se procurer dans ces centres des diaphragmes, des gels spermicides, puis les premières pilules contraceptives (fabriquées aux États-Unis). Le succès est indéniable et oblige le mouvement à se structurer et à organiser la formation de conseillères, dites « hôtesses d'accueil », et de médecins.
En 1966, Pierre Jouannet, militant de l'Union des jeunesses communistes marxistes-léninistes et de l'UNEF participe à la création d’une permanence de planning familial dans un dispensaire de la MNEF, avec Joëlle Brunerie-Kauffmann, gynécologue, le Mouvement français pour le planning familial, et un groupe de médecins amis, première initiative de ce type en milieu étudiant.

## De 1967 à nos jours
Le MFPF se déclare, lors de son congrès du 3 et 4 juin 1967, « mouvement d'éducation populaire et permanente », se lançant vers l'éducation sexuelle. En décembre, l'Assemblée nationale vote la loi Neuwirth, qui autorise la fabrication et la délivrance de contraceptifs sur ordonnance.

### Radicalisation du mouvement et début des contacts avec la CFDT
S'il ne se positionne pas officiellement en mai 68, le MFPF participe de l'effervescence de l'époque, se politise et se radicalise, en liaison avec l'émergence d'un nouveau féminisme. Il met en place en 1969 un groupe de travail « Information éducation sexuelle » (IES) avec la FEN, la Mutuelle générale de l'Éducation nationale (MGEN), la Ligue de l'enseignement et la Fédération des conseils de parents d'élèves, qui vise à éduquer les adolescents à la sexualité, en instaurant des relais dans les établissements scolaires.
En 1971, le MFPF est agréé mouvement d'éducation populaire, mais non d'utilité publique. L'année suivante, les décrets d'application de la loi Neuwirth sont promulgués, autorisant la contraception et la création de centres d'information et de planification. Un courant au sein du MFPF considère alors l'objectif du mouvement atteint, et donc la dissolution nécessaire, ce qui est refusé par les autres (dont Sylvie Franco, la secrétaire générale adjointe, Jean Gondonneau, le secrétaire général adjoint, Simone Iff, la vice-présidente, et Suzanne Képès), qui considèrent « que c’est une autre lutte qu'il faut mener de caractère plus politique, car elle relie les problèmes de la sexualité à toute la vie sociale ».
En effet, sous l'influence de mai 68 et des militantes de base— les assistantes-conseillères-animatrices (ACA), qui entrent en conflit avec la direction — le MFPF commence à envisager la sexualité en termes de classes sociales, et à s'intéresser aux luttes contre l'inégalité économique et sociale. Il se rapproche alors des syndicats (CGT, FO et surtout CFDT), afin d'investir les entreprises pour y diffuser l'information sur la sexualité.
Les contacts avec la CFDT s'ébauchent dès 1970, Fredo Krumnow étant chargé des relations avec le Planning. La centrale effectue son tournant laïc lancé en 1964. Eugène Descamps déclare en novembre 1967 que « Les problèmes concernant les femmes appellent des changements de mentalité », au moment du vote de la loi Neuwirth. La docteure Cécile Goldet, membre du MFPF, intervient alors au congrès. C’est également en 1967 que le premier article consacré à la contraception, le seul à aborder cette question avant 1971, est écrit par Emile Favard dans "Syndicalisme-Magazine". Mais la question du salaire unique, entre ceux qui veulent une allocation réservée à la femme au foyer avec des enfants à charge et ceux qui défendent une allocation pour un véritable libre choix ne sera réglée qu'au congrès suivant, en décembre 1970. La CFDT commence à mieux prendre en compte la sexualité et les thématiques féministes, notamment après la publication du Manifeste des 343 (5 avril 1971).
Jeannette Laot impulse alors le débat au sein de la centrale. Le 10 mai 1972 une rencontre, après la parution des décrets de la loi, permet d'envisager des coopérations alors qu'une partie du MFPF estime avoir déjà atteint son objectif : la contraception a le droit de cité, le mouvement doit donc se dissoudre. Mais les relations ne restent qu’au niveau du contact.
En 1973, Alphonse Pageaud, permanent de la CFDT-PTT et membre du MFPF depuis 1966, date de l'avortement de sa femme, devient ainsi président du Planning familial à Paris. Des cédétistes sont investis dans « la commission de la famille » du comité d’entreprise (CE) de la Thomson-CSF à Bagneux qui, en collaboration avec le Planning, organise en 1972 une exposition sur la contraception ainsi que deux conférences, alors que la CFDT a pris position depuis septembre 1972 en faveur du droit à l’avortement. Mais c'est l’effet mobilisateur du Mouvement pour la liberté de l’avortement et de la contraception (MLAC), fondé le 10 avril 1973, qui accélère le rapprochement: à partir de 1974, les deux organisations mèneront des actions conjointes (commissions planning, formations internes, etc.). Marcel Gonin, qui œuvra à la déconfessionnalisation de la CFTC-CFDT puis à son « évolution » est très actif au MFPF, en sympathie avec le mouvement des femmes auquel trois de ses filles participaient. Dans le sillage du pacte d'unité signé entre la CFDT et la CGT le 26 juin 1974, les deux syndicats ont signé une plate-forme sur les revendications des femmes salariées le 19 septembre 1974, pour agir au sein des comités d’entreprise via des commission. Il est cependant déploré que si « l’activité des commissions planning des CE se poursuit dans les grandes entreprises, où les travailleuses sont nombreuses, cette activité reste extérieure aux sections syndicales d’entreprises (SSE).

### Participation au MLAC et lutte pour le droit à l'avortement
Les militantes du MFPF s'engagent alors dans la lutte pour le droit à l'avortement, en particulier après la publication du manifeste des 331 médecins (5 février 1973) initié par le Groupe information santé. Simone Iff, alors vice-présidente du Planning, participe à la réunion fondatrice du Mouvement pour la liberté de l'avortement et de la contraception (MLAC) le 10 avril 1973, devenant vice-présidente de l'association avec Jeannette Laot, de la CFDT, avec Monique Antoine à la présidence. Elles conserveront ces responsabilités jusqu'au 15 janvier 1975, la loi Veil, qui autorise l'IVG pour une durée de cinq ans, ayant alors été promulguée par le gouvernement Chirac (UDR). Parallèlement, des militants CFDT s'investiront au sein du Planning (le secrétaire confédéral Marcel Gonin, « ambassadeur masculin de la "cause des femmes" au sein de la CFDT jusqu’au début des années quatre-vingt », siège ainsi au conseil d'administration du MFPF ; Alphonse Pageaud, etc.).
La participation du MFPF au MLAC a entraîné une radicalisation du Planning sur la question de l'avortement, la tendance la plus à gauche remportant la présidence du Planning lors du congrès des 2 et 3 juin 1973 avec l'élection de Simone Iff à la présidence. Alors que le Planning s'était contenté, au congrès de 1971, de condamner la législation réprimant la contraception et la loi de 1920 prohibant l'IVG, il se prononce désormais « en faveur de l’avortement et de la contraception libres et remboursés par la Sécurité sociale », et ouvre des cliniques d'avortement. Après la promulgation de la loi Veil, le MFPF poussa l'État à créer des centres IVG en interrompant ses propres activités IVG.
L'historienne Pascale Le Brousser indique que :

« au cours des années soixante-dix, les rapports entre le PS et les deux organisations [le MFPF et la CFDT] se renforcent. Plus encore, nous pourrions peut-être dire que les militant-e-s cédétistes engagé-e-s dans le combat pour les droits des femmes, tout comme le MFPF, participent de l’élaboration d’un « féminisme socialiste » que symbolisent, avec l’arrivée de la gauche au pouvoir en 1981, les nominations respectives de Simone Iff au ministère des Droits de la femme et de Jeannette Laot à l'Élysée - où elle occupe un poste de conseillère aux Affaires sociales [dans le cabinet d'Yvette Roudy ]. »

### Fin des années Giscard et arrivée de la gauche au pouvoir
Cette collaboration se poursuit à la fin des années 1970 et au début des années 1980. En février 1979, le MFPF signe un communiqué avec la CFDT, la CGT, et la FEN afin d'intensifier la mobilisation en vue de la reconduction de la loi Veil. Il participe aussi, en 1979 et 1981, au mouvement pour l'amélioration de la législation sur l'IVG et son remboursement par la Sécu (acquis après l'élection de François Mitterrand), aux côtés de la CFDT, de la Confédération syndicale du cadre de vie (CSCV), de la Confédération syndicale des familles (CSF) et du Conseil national des associations familiales laïques (CNAFAL), interpellant avec ces mêmes partenaires les candidats à la présidentielle sur leur programme en matière de sexualité et de contrôle des naissances, mais aussi sur le droit à l'emploi des femmes. En 1982, Marie-Noëlle Thibault, responsable de l'URP-CFDT, est invitée au colloque sur la contraception du MFPF (18 et 19 décembre 1982).
Avec l'arrivée de la gauche au pouvoir, la création d'un Ministère des droits de la femme, et le vote d'une loi sur l'égalité professionnelle, les collaborations entre MFPF et CFDT ralentissent, tandis que le Planning familial, représenté depuis 1974 au Conseil supérieur de l'information sexuelle, de la régulation des naissances et de l’éducation familiale (CSIS), s'engage dans une collaboration institutionnelle avec le gouvernement. Marie-France Casalis est présidente de la confédération du MFPF de 1981 à 1993, à la suite de Simone Iff. La CFDT s'engagera de nouveau aux côtés du Planning familial dans les années 1990, avec l'émergence de la troisième vague féministe.

### Positionnement politique et religieux des années 2000 et début 2010
En 2004 et 2005, le Planning familial partage des idées et actions avec Ni putes ni soumises, et dénonce la montée des intégrismes de tout bord. En 2012, il dénonce le soutien du cardinal Barbarin à des manifestations anti-IVG.
En 2007, le Planning familial appelle solennellement à « voter à gauche » aux législatives de juin, afin de faire barrage à une majorité de droite qu'il juge dangereuse pour les libertés et les droits acquis (avortement, assurance maladie solidaire, etc.).
En janvier 2009, dans le cadre des débats autour de la loi de finances, le gouvernement Fillon (UMP) annonce une baisse importante des crédits alloués au Planning Familial. Une diminution de 42 % est prévue pour 2009 et les crédits ne sont pas assurés d'être reconduits en 2010. Ces restrictions budgétaires auraient entrainé la fermeture d’un tiers des accueils du MFPF en 2009, et la disparition de très nombreux autres en 2010. Le 27 janvier 2009, le planning familial lance une pétition sur son site internet. En un mois, 140 000 personnes la signent. Le gouvernement Fillon recule mi-mars et annonce le maintien des crédits[source insuffisante].
Dans l'entre-deux-tours de l'élection présidentielle de 2017 qui oppose Marine Le Pen et Emmanuel Macron, le Planning familial appelle implicitement dans une tribune avec soixante autres associations à faire barrage à la candidate FN.

### Intersectionnalité, transidentité et accusations de relativisme religieux
En septembre 2018, une enquête du magazine Marianne accuse l'antenne des Bouches-du-Rhône du Planning familial de s'être rapprochée « des valeurs de l'intégrisme musulman » après avoir mis en avant des visuels faisant passer un message qui « prône le port du voile islamique comme une simple "modestie" (reprenant ainsi le vocabulaire islamiste) » et d'avoir refusé sur son compte Facebook « de condamner explicitement l'excision » en réaction aux commentaires sur cette campagne,. Le Planning familial des Bouches-du-Rhône réagit en évoquant « des propos manipulés et diffamatoires » et en rappelant sa volonté d'agir « pour l'émancipation de toutes les femmes » tout en reconnaissant « l’hétérogénéité du groupe [les femmes] ». Le Planning familial national communique pour « s'insurge[r] face aux messages diffamatoires et propos haineux diffusés une nouvelle fois via les réseaux sociaux à son encontre », rappelant que « le Planning Familial n'a jamais fait l'apologie de l'excision ».
L'année suivante, Marianne et Charlie Hebdo s'inquiètent dans leurs pages du poids grandissant des féministes intersectionnelles, et d'un glissement vers un relativisme religieux matérialisé par le projet de retrait de la notion de laïcité de la charte de l'association lors du Congrès de Niort. Il est notamment fait état de l'association de plusieurs antennes avec l'association Lallab, qui se réclame du féminisme musulman et se définit comme « pro-choix » concernant le port du voile, ainsi que du soutien de l'antenne de l'Isère au militantisme pro-burquini. L'orientation intersectionnelle proposée lors du vote de Niort appelle ainsi les militantes, bénévoles et salariées du Planning a « être conscientes des crimes et des effets du colonialisme, de leurs privilèges et du pouvoir qui en découle » et à « travailler sur la blanchité de notre mouvement : qu’avons-nous à dire sur le fait que la majorité de nos associations sont majoritairement blanches ? ». Les valeurs féministes sont par ailleurs accusées de permettre souvent de servir d'appui à l'argumentaire raciste, ce que Marianne analyse comme une manœuvre pour empêcher la critique du voile, tandis que Charlie Hebdo fustige une rhétorique intersectionnelle concentrée sur la blanchité, les groupes en non-mixité et la pensée décoloniale qui aboutit à qualifier les « féministes blanches » d'inutiles et de dangereuses,,,. Selon Yves Mammou, « Lallab est également très proche […] de militants luttant contre l'IVG ». Lallab affirme cependant sur son site qu'elle est « pro-choix. Elle est donc pour l’accès libre et gratuit à l’interruption volontaire de grossesse pour toutes les personnes qui le souhaitent. Nous affirmons : chaque femme a le droit de disposer de son corps comme elle l’entend ! ».
La polémique amène la secrétaire d’État chargée de l'égalité entre les femmes et les hommes Marlène Schiappa à s’inquiéter ouvertement de cet abandon des valeurs laïques. Tout en demandant des « éclaircissements sur le sujet », elle avertit la présidente de l'association des conséquences d'un tel vote sur la subvention annuelle de 272 000 euros versée par le gouvernement.
La motion n'est cependant pas adoptée lors du Congrès, faisant dire au journal Charlie Hebdo que le Planning Familial « renoue avec ses fondamentaux », tout en relayant les inquiétudes de militantes pour qui certaines auraient voté pour la laïcité devant les menaces de pertes de subvention, et non par conviction. L'orientation finalement votée est celle intermédiaire d'un « féminisme universaliste s’articulant dans le cadre d’analyse de l’intersectionnalité ».

### Attaques de l'extrême droite
En août 2022, le Planning familial se retrouve au cœur d'une polémique en raison d'une affiche montrant un homme transgenre enceint. Cette affiche est publiée dans le cadre d'une campagne pour promouvoir l'accès aux soins pour tous et toutes, et en particulier pour les personnes trans. Elle suscite de vives réactions parmi les milieux conservateurs, et plusieurs personnalités politiques de partis d'extrême droite tels que le Rassemblement national ou Reconquête appellent à mettre fin aux subventions de l'association. À ces critiques s'ajoutent celles de Marguerite Stern ou Dora Moutot, qui publient une tribune adressée à la Première ministre dans Marianne l’interpellant sur « l'idéologie transactiviste » qui influencerait le Planning familial.
Le Planning familial est régulièrement victime de dégradations d'extrême droite, notamment pour sa défense de l'avortement et des personnes transgenres. La campagne pour la constitutionnalisation de l'IVG, de 2022 à 2024, donne lieu à une recrudescence des attaques : le Planning familial de Lille est tagué deux fois en quelques semaines, celui de Strasbourg est victime de dégradations anti-avortement à deux reprises également, tandis que le Planning familial de Gironde est attaqué trois fois en l'espace de trois semaines par un groupuscule d'extrême-droite dénommé « Action directe identitaire »,. Ce dernier cas donne lieu à une manifestation de soutien au Planning familial à Bordeaux en présence de Pierre Hurmic, maire de la ville, et plusieurs élus Renaissance, LFI et écologistes. Pierre Hurmic y annonce avoir écrit une lettre à l'État pour réunir d'urgence le comité opérationnel de lutte contre le racisme et l'antisémitisme (CORA), tandis que le député écologiste Nicolas Thierry déclare avoir écrit au ministre de l'Intérieur Gérald Darmanin pour demander des mesures contre l'extrême droite,. Le lendemain du rassemblement, la ministre déléguée chargée de l'Égalité entre les femmes et les hommes, Isabelle Lonvis-Rome, vient apporter son soutien aux employés du Planning familial de Gironde.

### Abus sexuels au sein du planning
En 2021, une ancienne militante du planning dénonce son agression sexuelle par le cofondateur du Mouvement français pour le planning familial, Henri Fabre, soixante ans auparavant. En 2024, le planning lance un appel à témoignages pour savoir si d'autres femmes auraient été ses victimes dans les années 1961 à 1975. Cinq autres femmes signalent des faits de viols et de violences sexuelles de la part de soignants. Le Planning familial indique travailler pour mettre en place un « protocole », dont les grandes lignes sont explicitées lors d’un conseil d’administration en décembre 2024.

## Objectifs et actions
Pour le MFPF, l'avortement est un moyen pour les personnes concernées de disposer librement de leur corps et vivre une maternité voulue et heureuse. L'accès à l'avortement reste une des priorités du Planning Familial. Dans ce but, il propose des entretiens pré et post IVG, informe sur le déroulement de l'acte et accompagne les femmes dans leur démarche d'avorter.
Le MFPF participe à l'élaboration de la loi sur le « délit d'entrave à l'IVG » en 1992.
En 1991, autorisation des publicités sur les moyens de contraception.
En 1992, le non remboursement des pilules mobilise le MFPF.
Le MFPF défend depuis longtemps le principe d'éducation sexualisée. Dans ce cadre le MFPF participe à la campagne contre les abus sexuels sur les mineurs dans les établissements scolaires.
En 1994, le MFPF membre de la délégation gouvernementale participe à la conférence internationale des Nations unies sur la population et le développement au Caire.
En 1995, le MFPF participe à la quatrième conférence mondiale sur les femmes à Pékin.

## 50eanniversaire
Le MFPF a fêté son 50e anniversaire le 18 mars 2006 à la Mutualité à Paris. Les différents intervenants ont discouru autour de la lutte revendicative et de l'institutionnalisation. S’y sont exprimés les historiques des luttes féministes, des représentantes de la CADAC, Ni putes ni soumises, Stop viol, mais aussi des hommes politiques dont le maire de Paris, Bertrand Delanoë (PS), le président du conseil régional d'Île-de-France, Jean-Paul Huchon (PS) et le ministre de la Santé et de la Solidarité, Xavier Bertrand (UMP).

## Archives
Les archives du MFPF pour la période 1966-2017 sont conservées au Centre des archives du féminisme à Angers.